# Schwarzwald-Stadion
Freiburg im Breisgau város labdarúgó stadionja, Baden-Württemberg szövetségi tartományban. Jelenleg a Bundesliga labdarúgó arénái közé tartozik. A freiburgi alakulat 1940-től használja. A stadion szép állapotban van, bár befogadóképességét (24 000 fő) tekintve Németországban nem tartozik a legnagyobbak közé. A pályán világítás van, a lelátók teljesen fedettek.
Története során több nevet is viselt: 2004 júniusáig Dreisamstadion, majd Badenova-Stadion, Mage Solar Stadion volt a neve. Rövid ideig Stadion an der Schwarzwaldstraße is volt a neve. 2014 őszétől Schwarzwald-Stadionnak hívják.
2012-ben megállapították, hogy a stadion elavult, és korszerűsítése nem lenne gazdaságos. 2015 februárjában lakossági kezdeményezésre helyi népszavazást tartottak, ennek eredményeképpen a Schwarzwald-stadion helyett a város másik pontján egy teljesen új stadion építésének tervéről határoztak.

## Érdekességek
- Az egyik legjobb hangulatú német stadion.

- A stadion felújítása előtt olyan rossz állapotban volt, hogy csupán 15000 néző fért el, s nem volt ülőhely.

- Az SC Freiburg csapatának a Dreisamstadion épülése előtt nem volt stadionja.

## Jövő
Tervezik a 30000 főre való bővítést.